# Castiñeiras (Ribeira)
Castiñeiras (llamada oficialmente O Bo Pastor de Castiñeiras) es una parroquia y un lugar español del municipio de Ribeira, en la provincia de La Coruña, Galicia.

## Entidades de población
Entidades de población que forman parte de la parroquia:
- Aldea (A Aldea)
- Castiñeiras
- Mosqueiros
- Xebre (Sebre)
- O Castro
- Os Curros
- A Fonte Seca
- Os Páramos
- O Rial

## Despoblado
- Fonte Ramil

## Suprimidos
- Areeiros (Os Areeiros)
- Revolta (A Revolta)

## Demografía

### Parroquia
| Gráfica de evolución demográfica de Castiñeiras (parroquia) entre 2000 y 2019 |
|                                                                               |
| Datos según el nomenclátor publicado por el INE.                              |

### Lugar
| Gráfica de evolución demográfica de Castiñeiras (lugar) entre 2000 y 2019 |
|                                                                           |
| Datos según el nomenclátor publicado por el INE.                          |